# Мадинат Иса
„Мадинат Иса“ известен още „Халифа Спортс Сити Стейдиъм“ (на арабски: ملعب مدينة خليفة الرياضية) е футболен стадион в град Иса Таун, от Бахрейн.
Намира се на 15 километра североизточно от Малкия.
Построен е през далечната 1968 година.
През 2007 г. е реновиран от компанията „Мохамед Джалал Контрактинг“, а понастоящем е част от комплекса „Шейх Халифа Спортс Сити“. Той е изграден през 2006 година за 9 212 230 бахрейнски динара (около 24, 5 млн. американски долара). Тук играе и столичния отбор „Ал Hаджма“.
През 2013 г. заедно с нациоалния стадион в Рифа „Мадинат Иса“ приютява 21-вото издание на Купата на Персийския залив. Бахрейн заема четвъртото място, а трофеят е спечелен от ОАЕ .